# Xã Cass, Quận Shelby, Iowa
Xã Cass (tiếng Anh: Cass Township) là một xã thuộc quận Shelby, tiểu bang Iowa, Hoa Kỳ. Năm 2010, dân số của xã này là 447 người.